# 우이즈주

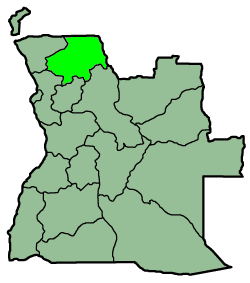
우이즈 주의 위치

우이즈주(Uíge)는 앙골라의 주로, 주도는 우이즈이며 면적은 22,663km2, 인구는 약 800,000명이다. 주요 농산물은 커피와 콩, 카사바, 곡류, 땅콩, 목화, 목재 등이며 주요 광물 자원은 구리와 은, 코발트 등이다. 26년 동안 일어난 내전으로 큰 피해를 입은 지역 가운데 하나이며 2004년 10월 초부터 2005년까지 이 곳에서 에볼라 바이러스와 유사한 마르부르크 출혈열이 발생하기도 했다.